# Rovlante
Rovlante was een klein Frans motorfietsmerk dat van 1929 tot 1935 lichte 98- en 123 cc tweetakten maakte.